# Gedrongen wespbij
De gedrongen wespbij (Nomada guttulata) is een vliesvleugelig insect uit de familie bijen en hommels (Apidae). De wetenschappelijke naam van de soort is voor het eerst geldig gepubliceerd in 1861 door Schenck.